# Dürener Sargfabrik
Die Dürener Sargfabrik ist der größte deutsche Hersteller von Särgen und hat ihren Sitz im Gewerbegebiet von Pier im Kreis Düren, Nordrhein-Westfalen. Geschäftsführer sind (Stand: 2016) die Brüder Thomas Theiselmann und Tobias Theiselmann.

## Geschichte
Das Unternehmen wurde 1930 von Karl Jacobs und Joachim Decker gegründet. Als dritter Gesellschafter kam im gleichen Jahr Peter Klinkhammer dazu.
1972 wurde der Betrieb am jetzigen Standort zwischen Düren und Jülich neu errichtet. In den folgenden Jahren wurden von den Gesellschaftern mehrere weitere Sargfabriken dazugekauft bzw. neu gegründet. Die letzte Neugründung war die Mecklenburger Sargfabrik in Gielow 1991, heute eine Schwestergesellschaft der Dürener Sargfabrik. 1993 kam die Tochtergesellschaft Rakmily in Mimoň (CZ) dazu, die Ende 2007 verkauft wurde. Letzter Kauf war die Firma Brune Vollholz in Bispingen im Jahre 1999, die heute nicht mehr zum Unternehmensverbund zählt.

## Heute
Nach Umstrukturierung sind heute in der Dürener Sargfabrik 47 Mitarbeiter beschäftigt. Am Standort Inden-Pier befindet sich heute neben der Produktentwicklung und dem Gesamtvertrieb die zentrale Logistik der Unternehmensgruppe. Es wurden bislang durchschnittlich 40.000 Särge pro Jahr produziert. Umsatzzahlen veröffentlicht das Unternehmen nicht. Neben der Herstellung von Särgen handelt die Dürener Sargfabrik auch mit Urnen, Zubehör, Deckengarnituren etc.